# 1201 Strenua
1201 Strenua este un asteroid din centura principală, descoperit pe 14 septembrie 1931 de Karl Reinmuth.